# Muinuddin Chishti
Muinuddin Chishti (Khwaja Moinuddin Chishti, även Gharib Nawaz), född 1141 i Persien, död 1230 i Ajmer, Indien, sufi, medlem i chishtiorden, islamisk missionär till Indien. Chishti ska ha varit en ättling efter profeten Muhammed, en Hassani och Husseini Sayed.